# Ibrahim Haddad
Ibrahim Haddad (Homs, 1938) is een Syrisch politicus en wetenschapper.
Hij is een Grieks-orthodox christen uit een vooraanstaande familie. Een deel van zijn familie woont in Libanon. Hij studeerde kernfysica aan de Universiteit van Reading (Reading, Berkshire) en was nadien assistent-docent (1959-1962), daarna docent (1966-1970) aan de faculteit wetenschappen aan de Universiteit van Damascus. Van 1969 tot 1971 was hij directeur van de faculteit wetenschappen aan de Universiteit van Damascus en van 1970 tot 1974 was hij assistent-hoogleraar.
Ibrahim Haddad werd in 1971 directeur van de Universiteit van Damascus (tot 1978) en in 1974 hoogleraar (tot 1994). Hij was vicevoorzitter van de Hoge Raad van Wetenschappen van Syrië (1977-1978) en daarna tot 1994 hoofd van het Syrische Atoomenergie Agentschap. Van 1994 tot 1997 was hij hoofd van sectie experts van het Internationaal Atoomenergie Agentschap (IAEA) in Oostenrijk. In 1997 keerde hij naar Syrië terug en werd assistent van de vicevoorzitter van de IAEA voor Technische Samenwerking (tot 2000).
Ibrahim Haddad, een lid van de regerende Ba'ath-partij, werd in 2001 minister van Aardolie en Natuurlijke hulpbronnen, een functie die hij tot 11 februari 2006. Hij werd opgevolgd door Sufian Allaw. Haddad was van 2003 tot 2006 lid van het Economische Comité.